# Nils Bomhoff

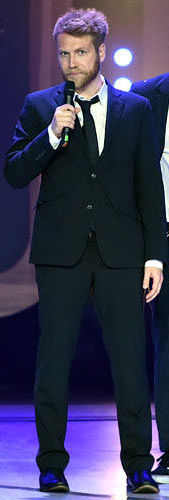
Nils Bomhoff beim Webvideopreis 2015

Nils Bomhoff (* 29. Januar 1980 in Hamburg) ist ein deutscher Fernsehmoderator und Redakteur. Bekannt wurde er durch seine Moderationen bei GIGA und Game One. Er ist Mitbegründer der Firma Rocket Beans Entertainment GmbH und seit 2015 Moderator beim Sender Rocket Beans TV.

## Leben
Bomhoff wurde am 29. Januar 1980 in Hamburg geboren. Er hat zwei Schwestern.
2004 studierte er Betriebswirtschaftslehre an der Universität Lüneburg, brach das Studium allerdings frühzeitig ab.

## Karriere

### Werdegang bei GIGA
Seinen ersten Fernsehauftritt hatte Bomhoff in der Sendung GIGA GAMES, in der er am 6. April 2004, gemeinsam mit Daniel Budiman vorgestellt wurde. Nachdem er anfangs den MAXX-Bereich moderierte, wechselte er am 2. Februar 2005 in den PC-Bereich.
Durch den Weggang von Simon Krätschmer von GIGA nahm Bomhoff dessen Posten als Moderator von GIGA GAMES ein. Nachdem GIGA das ursprüngliche Konzept einer zweistündigen Sendung GIGA GAMES aufgab, moderierte Bomhoff an der Seite von Etienne Gardé die Sendung GIGA The Show bis zum Ende des Sendebetriebs am 13. Februar 2009.
Neben der Moderation von Sendungen, die sich mit Videospielen beschäftigen, moderierte Bomhoff zusammen mit Etienne Gardé eine Late-Night-Show namens Late Knights, die vom 13. Juli 2006 bis zum 20. Dezember 2008 auf GIGA ausgestrahlt wurde.

### Werdegang bei Game One
Bereits kurz nach dem Ende von GIGA im Fernsehen wechselte Bomhoff zusammen mit Etienne Gardé zur MTV-Sendung Game One, welche von ihren ehemaligen GIGA-Kollegen Simon Krätschmer und Daniel Budiman gegründet wurde.
Anfangs wurden Bomhoff und Gardé allerdings hauptsächlich als Webredakteure der neu gegründeten Game-One-Website beschäftigt und traten sehr selten in der Fernsehsendung auf. Seit dem Relaunch im August 2011 unterstützten die beiden Budiman und Krätschmer als Moderatoren der Sendung.
Im Oktober 2011 gründete Bomhoff zusammen mit Etienne Gardé, Simon Krätschmer, Daniel Budiman und Arno Heinisch die Medienproduktionsfirma Rocket Beans Entertainment GmbH, die fortan für Game One und weitere Fernsehproduktionen tätig war. Parallel zu Game One produzierte Rocket Beans Entertainment seit August 2012 einen YouTube-Kanal namens Rocket Beans TV, auf dem Bomhoff häufig als Moderator zu sehen war. 2014 erhielt die Firma für eines ihrer Videos den Deutschen Webvideopreis.
Im Jahr 2014 wurde die Sendung eingestellt, die letzte neue Episode lief am 23. Dezember 2014.

### Werdegang bei Rocket Beans TV
Nach der Absetzung von Game One beschloss Rocket Beans Entertainment, das Konzept des YouTube-Kanals Rocket Beans TV auf einen täglich laufenden Sender zu übertragen. Am 15. Januar 2015 ging der gleichnamige Rocket Beans TV an den Start und strahlt fortan Programminhalte auf dem Streamingportal Twitch bzw. seit dem 1. September 2016 auf YouTube aus. Im Juni 2015 wurde der Sender mit dem Webvideopreis 2015 für die Verdienste des vergangenen Jahres ausgezeichnet.
Bomhoff moderiert seit Sendestart einzelne Formate zu Themen wie Computerspielen, Fußball und Literatur. Regelmäßig ist er außerdem Gastmoderator in Talkformaten wie Almost Daily oder Co-Moderator in der Show Bohn Jour.

### Sonstiges
Nachdem sich Bomhoff vor allem durch Sendungen über Videospiele einen Namen im deutschen Fernsehen gemacht hatte, trat er 2009 als Moderator der an Kinder gerichteten Bastelsendung Artzooka! auf, die auf Nickelodeon Deutschland ausgestrahlt wurde. Kurzzeitig war er auch als Moderator von Lieblingsgame Spezial auf selbigem Sender zu sehen.
Im April 2009 war er erstmals auf DerWesten.de in der Kolumne Bomgard neben Etienne Gardé als Autor tätig und schrieb Artikel zu Computerspielen und Spielekultur. Die letzte Kolumne erschien am 27. Oktober 2010.
In den Jahren 2012 und 2013 war er zusammen mit Andreas Bursche für die Bühnenmoderation bei Microsoft auf der Cebit verantwortlich. Kurzzeitig war er zudem Ende 2008 in einer Werbekampagne für Nokia zu sehen.
Im September 2013 übernahmen er und Etienne Gardé die Webmoderation bei der ersten Staffel von Promi Big Brother.
Bei der Programmvorstellung 2016/2017 von RTL Nitro wurde angekündigt, dass Bomhoff das Nitro Autoquartett moderieren wird.
Im Februar 2017 erhielt Nils Bomhoff mit seinen Kollegen Etienne Gardé, Simon Krätschmer und Daniel Budiman von Rocket Beans TV den Deutschen Fernsehpreis in der Kategorie „beste Moderation Unterhaltung“.
Zwischen November und Dezember 2020 moderierte Bomhoff zusammen mit Julia Fischer auf Nitro die achtteilige Wissenssendung Quantum – So tickt die Welt.
Seit 2021 betreibt Bomhoff zusammen mit Florentin Will den Podcast Multiversum.

## Privates
Im Januar 2016 wurde er erstmals Vater.